# Новиков, Андрей Петрович
Новиков Андрей Петрович (род. 23 декабря 1956, Ленинград) — деятель российских правоохранительных органов. Генерал-полковник милиции (2006), генерал-полковник полиции (2011).

## Биография
Окончил с отличием Ленинградскую специальную среднюю школу милиции в 1980 году. В 1986 году окончил Ленинградский государственный университет по специальности «правоведение».
С 1980 года служил в уголовном розыске Главного управления внутренних дел Ленинграда на должностях от оперативника во вневедомственной охране, в 3-м (агентурном) отделе уголовного розыска, начальником отдела детской преступности. В 1995—1998 годах — начальник отдела уголовного розыска ГУВД Санкт-Петербурга. С 1998 года — начальник районного управления внутренних дел Красногвардейского района Санкт-Петербурга. С апреля 2001 года — начальник Управления делами Министерства внутренних дел Российской Федерации.
С апреля 2001 года — начальник Управления делами Министерства внутренних дел Российской Федерации.
С мая 2003 года — начальник Главного управления Министерства внутренних дел РФ по Северо-Западному федеральному округу. С февраля 2005 по ноябрь 2006 года — заместитель Министра внутренних дел Российской Федерации. В качестве замминистра курировал департаменты уголовного розыска, экономической безопасности, по борьбе с организованной преступностью и терроризмом. 13 октября 2005 возглавил спецгруппу МВД, выехавшую в Нальчик для ликвидации последствий нападения боевиков на Нальчик.
В 2006 году было присвоено звание генерал-полковника милиции. В 2011 году после переименования милиции в полицию, указом Президента России присвоено специальное звание генерал-полковника полиции.
14 ноября 2006 года был освобождён от должности замминистра МВД России. Решением Совета глав государств Содружества Независимых Государств от 28 ноября 2006 года назначен Руководителем Антитеррористического центра государств — участников СНГ (представитель Совета руководителей органов безопасности и специальных служб государств-участников СНГ, от Российской Федерации). Решениями Совета глав государств Содружества Независимых Государств его полномочия продлялись в 2009, 2012, 2015 и 2018 годах (на три года).
31 декабря 2021 года А. П. Новиков сложил полномочия Руководителя АТЦ СНГ.
Кандидат юридических наук.

## Награды
- орден «За заслуги перед Отечеством» III степени
- орден «За заслуги перед Отечеством» IV степени
- орден «За личное мужество»
- орден Почёта
- Орден Дружбы
- медали
- нагрудный знак «Почётный сотрудник МВД»
- Юбилейная медаль «МПА СНГ. 25 лет» (13 октября 2017 года) — за заслуги в деле развития и укрепления парламентаризма, за вклад в развитие и совершенствование правовых основ функционирования Содружества Независимых Государств, укрепление международных связей и межпарламентского сотрудничества[3]